# Fort Laramie
Fort Laramie é uma cidade  localizada no estado norte-americano de Wyoming, no Condado de Goshen.

## Demografia
Segundo o censo norte-americano de 2000, a sua população era de 243 habitantes.
Em 2006, foi estimada uma população de 229, um decréscimo de 14 (-5.8%).

## Geografia
De acordo com o United States Census Bureau tem uma área de
0,7 km², dos quais 0,7 km² cobertos por terra e 0,0 km² cobertos por água. Fort Laramie localiza-se a aproximadamente 1292 m acima do nível do mar.

## Localidades na vizinhança
O diagrama seguinte representa as localidades num raio de 48 km ao redor de Fort Laramie.